# Kęstutis Kriščiūnas
Kęstutis Kriščiūnas (ur. 24 września 1969 w Kownie) – litewski polityk i samorządowiec, poseł na Sejm, eurodeputowany V kadencji.

## Życiorys
W 1993 ukończył inżynierię leśnictwa na Litewskim Uniwersytecie Rolniczym, a w 1997 politologię na Uniwersytecie Witolda Wielkiego. Pracował w administracji okręgu kowieńskiego i w sektorze prywatnym. W pierwszej połowie lat 90. wstąpił do Litewskiej Partii Socjaldemokratycznej, był przewodniczącym jej organizacji młodzieżowej. W 2000 został wybrany do Sejmu Republiki Litewskiej, w którym zasiadał do 2004. Pełnił funkcję obserwatora w Parlamencie Europejskim, a po akcesie Litwy do Unii Europejskiej formalnie od maja do lipca 2004 sprawował mandat eurodeputowanego V kadencji.
Później zatrudniony w przedsiębiorstwie wodociągowym w Kownie na kierowniczym stanowisku. Od 2006 do 2015 zasiadał w radzie miejskiej Kowna. Po wyborach samorządowych w 2011 został zastępcą mera miasta.